# Juan de Sámano
Juan José Francisco de Sámano y Uribarri de Rebollar y Mazorra, né en 1753 à Selaya dans la Cantabrie et mort en juillet 1821 au Panama, est un militaire espagnol qui est considéré comme le dernier vice-roi effectif de Nouvelle-Grenade.

## Carrière militaire

### Premières années
Membre d'une famille ayant une longue histoire dans la milice, Juan de Sámano est cadet en 1771 et lieutenant huit ans après. Il fut aussi professeur de mathématiques à l'Académie militaire de Barcelone, où il passa cinq ans.
En 1780, il est muté en Amérique, d'abord à Puerto Rico, plus tard à Cuba et enfin à Carthagène des Indes (dans la Colombie actuelle), à titre de lieutenant. En 1785, il retourne en Europe. En 1789, il est promu capitaine et combat sous les ordres du général Ventura Caro contre la France révolutonnaire. Il est blessé aux deux cuisses dans une bataille.
En 1794, il est muté à nouveau en Nouvelle-Grenade à sa demande. En 1806, il est chargé de gouverner Riohacha, où il repousse une attaque anglaise. En 1809, il se rend de Riohacha à Bogota en compagnie de 30 soldats de cavalerie et offre ses services au vice-roi Antonio José Amar y Borbón pour la lutte contre les rebelles.

### Révolution hispano-américaine
Comme colonel, Sámano commande le bataillon auxiliaire à Santa Fe de Bogota au moment de l'épisode du vase de Llorente le 20 juillet 1810. Son second est José María Moledo, qui, avec d'autres officiers, non seulement sympathise avec la révolution, mais y prend aussi une part active. Cette nuit-là, Sámano reste dans ses quartiers, surveillé par Moledo et Baraya, qui ont juré d'obéir à la Junte suprême de Santa Fé. Dans la matinée du 21 juillet, le colonel Sámano prête serment devant le président de la Junte, José Miguel Pey. Ce dernier ordonne qu'il soit relevé de son commandement du bataillon auxiliaire et remplacé par le lieutenant-colonel Moledo.
On délivre un passeport à Sámano pour qu'il quitte la Nouvelle-Grenade. Il retourne en Espagne, où la Couronne le charge de pacifier la région de Quito et de Guayaquil. Il revient en Amérique via le Panama et Guayaquil et contribue à dominer Quito, qui s'est révolutionné depuis 1809. Sámano dirige les opérations militaires contre les rebelles de la Nouvelle-Grenade à partir de Quito. En 1813, il est nommé par le gouverneur Toribio Montes chef de l'expédition organisée pour récupérer la partie sud de la vice-royauté de Nouvelle-Grenade. Il atteint la ville de Popayán le 1er juillet 1813. Promu brigadier, il y proclame la Constitution de Cadix et enjoint que le Cundinamarca et sa capitale rebelles jurent à nouveau obéissance à l'Espagne.
Battu par Antonio Nariño dans la bataille d'Alto Palacé le 30 décembre 1813 et dans celle de Calibío le 15 janvier 1814, Sámano se réfugie avec un groupe réduit de soldats à Pasto. Il y est remplacé par le maréchal de camp Melchor de Aymerich y Villajuana parce que, selon le gouverneur Toribio Montes, Sámano est loyal envers la Couronne et a beaucoup d'expérience militaire, mais des tactiques plus audacieuses s'imposent pour assurer la victoire de ses troupes.
Il retourne à Quito, où il reçoit le commandement d'une autre expédition royaliste en Nouvelle-Grenade. Il récupère le commandement à Pasto et, le 29 juin 1816, remporte une victoire décisive contre le rebelle Liborio Mejía dans la bataille de la Cuchilla del Tambo. Cette bataille fait 250 morts, et les royalistes font 300 prisonniers et s'emparent de leurs armes et de leur équipement.
Le 1er juillet 1816, les troupes de Sámano occupent à nouveau Popayán. Parmi les patriotes qu'elles font prisonniers, on trouve le jeune soldat José Hilario López, qui échappe à la mort contre toute attente et qui sera président de la Nouvelle-Grenade de 1849 à 1853. Sámano ordonne l'exécution du chef rebelle et aristocrate Carlos de Montúfar et du scientifique néo-grenadin Francisco José de Caldas.
Promu maréchal, Morillo confie à Sámano le commandement de Santa Fé de Bogotá à titre de commandant général de Nouvelle-Grenade. Le 23 octobre 1816, Sámano arrive à Bogota, où il commence un programme de répression sans l'approbation du vice-roi Francisco Montalvo y Ambulodi. Il établit trois tribunaux : le Conseil de guerre permanent, habilité à prononcer la peine de mort contre les rebelles ; le Conseil d'épuration, habilité à juger les rebelles qui ne méritent pas cette peine, et la Junta de Secuestros (commission des saisies), destinée à saisir les biens des autres personnes compromises dans la rébellion.
Parmi les rebelles exécutés, il y a Camilo Torres, le scientifique Francisco José de Caldas, José Joaquín Camacho, Frutos Joaquín Gutiérrez, Antonio Villavicencio, Antonio Baraya, Liborio Mejía, Jorge Tadeo Lozano, Policarpa Salavarrieta, Francisco Javier García de Hevia et Antonia Santos.

## Vice-royauté

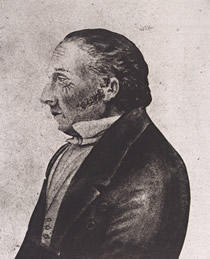
Portrait de Juan de Sámano.

En août 1817, Sámano est nommé vice-roi, gouverneur, capitaine général et président d'audience de la vice-royauté de Nouvelle-Grenade rétablie. Par décret royal, il obtient la grand-croix de l'Ordre de Saint-Herménégilde (es) pour les services rendus à la Couronne. Il entre officiellement en fonctions en février 1818. Il fonde l'Académie de médecine de Bogota. Cependant, l'audience se plaint formellement du vice-roi à Madrid.
Le 9 août 1819, on apprend dans la capitale la défaite des troupes de soutien commandées par José María Barreiro dans la bataille de Boyacá. Sámano se sauve vite à Carthagène des Indes, où on refuse de reconnaître son autorité. Il se rend en Jamaïque, puis au Panama, sans exercer des fonctions administratives ni commander directement des troupes. Vieux et malade, il y demeure jusqu'à sa mort, en juillet 1821, dans l'attente de la permission de retourner en Espagne.